# Champion (Nebraska)
Champion es un lugar designado por el censo ubicado en el condado de Chase en el estado estadounidense de Nebraska. En el Censo de 2010 tenía una población de 103 habitantes y una densidad poblacional de 161,66 personas por km².

## Geografía
Champion se encuentra ubicado en las coordenadas 40°28′15″N 101°44′42″O / 40.47083, -101.74500. Según la Oficina del Censo de los Estados Unidos, Champion tiene una superficie total de 0.64 km², de la cual 0.62 km² corresponden a tierra firme y (2.85%) 0.02 km² es agua.

## Demografía
Según el censo de 2010, había 103 personas residiendo en Champion. La densidad de población era de 161,66 hab./km². De los 103 habitantes, Champion estaba compuesto por el 97.09% blancos, el 0% eran afroamericanos, el 0.97% eran amerindios, el 0% eran asiáticos, el 0% eran isleños del Pacífico, el 1.94% eran de otras razas y el 0% pertenecían a dos o más razas. Del total de la población el 5.83% eran hispanos o latinos de cualquier raza.